# 布鲁赫豪森
布鲁赫豪森是德国莱茵兰-普法尔茨州的一个市镇。总面积2.58平方公里，总人口922人，其中男性461人，女性461人（2011年12月31日），人口密度357人/平方公里。